# みぃ子
みぃ子（みいこ）とは、DMMライブチャット6年連続No.1を獲得した、FANZA(旧DMM)のチャットレディ。身長は156cm。スリーサイズは80/55/79。
趣味、特技は映画鑑賞、雑誌屋巡り、剣道など。東京ライブイン所属。レーベルはチャットレディJP。

## 人物
日本のチャットレディであり、ライブチャット創成期の「顔出し無し」の風潮を破り「顔出しあり」のサービスを先駆けて行った人物である。彼女がFANZA（旧DMM）ライブチャットでランキング1位を取るようになったあたりから他のチャットレディも追随したサービスを行い現在の「顔出し当たり前」のライブチャットが出来上がっている。
数ある高収入系の中からチャットレディを選択した動機として「新しいサービスなのでやってみよう」という理由の他に人見知りで「もともと人前に出るのは好きじゃなかった。」という理由を述べている。

## 出演
ラジオ番組
- FM FUJI　「みぃ子てる美のこんなのはじめて」[2]
- FM FUJI　「まぃことみぃ子のチャットスタジオ」[3]
- FM FUJI　「こんなのはじめて」[4]

テレビ番組
- 「坂上忍VSトンデモ女？ お前の正体暴いてやる！？」
- テレビ東京「給与明細2」

インターネット配信
- FANZA（旧DMM）ライブチャット
- Abema TV「Abema Prime」
- 情報サイト「messy」

雑誌・書籍
- FRIDAY
- FLASH
- 日刊ゲンダイ[5]
- 週刊プレイボーイ
- 週刊大衆
- 「やまだ書店」『彼女の好きな10冊の本』

写真集
- 「Million Chat Lady」（講談社）[6][信頼性要検証]

## 実績
- 日間/週間/月間ランキング[何の?] 最高1位
- 2012～2017年（2013年除く） 年間DMMアワード1位